# Elegant Yokai Apartment Life
Elegant Yokai Apartment Life (妖怪アパートの幽雅な日常?, Yōkai apāto no yūga na nichijō, lett. "La raffinata vita quotidiana dell'appartamento degli yōkai") è una serie di light novel scritta e illustrata da Hinowa Kōzuki, pubblicata in dieci volumi da Kōdansha, sotto l'etichetta Ya! Entertainment, tra ottobre 2003 e marzo 2009. Un adattamento manga ha iniziato la serializzazione sul Monthly Shōnen Sirius sempre di Kōdansha il 26 maggio 2011, mentre un adattamento anime, prodotto da Shin-Ei Animation, è stato trasmesso in Giappone tra il 3 luglio e il 25 dicembre 2017.

## Personaggi
Yūshi Inaba (稲葉 夕士?, Inaba Yūshi)
Doppiato da: Atsushi Abe
Akine Kuga (久賀 秋音?, Kuga Akine)
Doppiata da: Miyuki Sawashiro
Mizuki Hase (長谷 泉貴?, Hase Mizuki)
Doppiato da: Yūichi Nakamura

## Media

### Light novel
La serie di light novel, scritta e illustrata da Hinowa Kōzuki, è composta da dieci volumi pubblicati da Kōdansha, sotto l'etichetta Ya! Entertainment, tra il 10 ottobre 2003 e il 10 marzo 2009. Una raccolta di storie secondarie è stata messa in vendita l'8 agosto 2013.
| Nº | Data di prima pubblicazione | Data di prima pubblicazione | Data di prima pubblicazione |
| Nº | Giapponese                  | Giapponese                  |                             |
| -- | --------------------------- | --------------------------- | --------------------------- |
| 1  | 10 ottobre 2003             | ISBN 978-4-06-212066-1      |                             |
| 2  | 10 marzo 2004               | ISBN 978-4-06-212312-9      |                             |
| 3  | 8 ottobre 2004              | ISBN 978-4-06-212587-1      |                             |
| 4  | 22 agosto 2005              | ISBN 978-4-06-269359-2      |                             |
| 5  | 10 marzo 2006               | ISBN 978-4-06-269364-6      |                             |
| 6  | 9 marzo 2007                | ISBN 978-4-06-269379-0      |                             |
| 7  | 17 ottobre 2007             | ISBN 978-4-06-269388-2      |                             |
| 8  | 10 gennaio 2008             | ISBN 978-4-06-269390-5      |                             |
| 9  | 9 ottobre 2008              | ISBN 978-4-06-269402-5      |                             |
| 10 | 10 marzo 2009               | ISBN 978-4-06-269412-4      |                             |
| -  | 8 agosto 2013               | ISBN 978-4-06-269473-5      |                             |

### Manga
Un adattamento manga di Waka Miyama ha iniziato la serializzazione sulla rivista Monthly Shōnen Sirius di Kōdansha il 26 maggio 2011. Il primo volume tankōbon è stato pubblicato il 9 novembre 2011 e al 9 novembre 2018 ne sono stati messi in vendita in tutto diciassette.
| Nº | Data di prima pubblicazione               | Data di prima pubblicazione                                                 | Data di prima pubblicazione |
| Nº | Giapponese                                | Giapponese                                                                  |                             |
| -- | ----------------------------------------- | --------------------------------------------------------------------------- | --------------------------- |
| 1  | 9 novembre 2011                           | ISBN 978-4-06-376310-2                                                      |                             |
| 2  | 9 maggio 2012                             | ISBN 978-4-06-376343-0                                                      |                             |
| 3  | 9 novembre 2012                           | ISBN 978-4-06-376370-6                                                      |                             |
| 4  | 9 aprile 2013                             | ISBN 978-4-06-376394-2                                                      |                             |
| 5  | 8 novembre 2013                           | ISBN 978-4-06-376429-1                                                      |                             |
| 6  | 9 aprile 2014                             | ISBN 978-4-06-376457-4                                                      |                             |
| 7  | 7 novembre 2014                           | ISBN 978-4-06-376508-3                                                      |                             |
| 8  | 9 marzo 2015                              | ISBN 978-4-06-376527-4                                                      |                             |
| 9  | 9 luglio 2015                             | ISBN 978-4-06-376554-0                                                      |                             |
| 10 | 9 novembre 2015                           | ISBN 978-4-06-376581-6                                                      |                             |
| 11 | 8 aprile 2016                             | ISBN 978-4-06-390616-5                                                      |                             |
| 12 | 9 novembre 2016                           | ISBN 978-4-06-390661-5                                                      |                             |
| 13 | 7 aprile 2017                             | ISBN 978-4-06-390698-1                                                      |                             |
| 14 | 7 luglio 2017 (ed. regolare & speciale)   | ISBN 978-4-06-390719-3 (ed. regolare) ISBN 978-4-06-362361-1 (ed. speciale) |                             |
| 15 | 9 novembre 2017 (ed. regolare & speciale) | ISBN 978-4-06-510339-5 (ed. regolare) ISBN 978-4-06-510467-5 (ed. speciale) |                             |
| 16 | 9 aprile 2018 (ed. regolare & speciale)   | ISBN 978-4-06-511173-4 (ed. regolare) ISBN 978-4-06-511529-9 (ed. speciale) |                             |
| 17 | 9 novembre 2018 (ed. regolare & speciale) | ISBN 978-4-06-513437-5 (ed. regolare) ISBN 978-4-06-514074-1 (ed. speciale) |                             |

### Anime
Annunciato il 25 marzo 2017 sul Monthly Shōnen Sirius di Kōdansha, un adattamento anime, prodotto da Shin-Ei Animation e diretto da Mitsuo Hashimoto, è andato in onda dal 3 luglio al 25 dicembre 2017. La composizione della serie è stata affidata a Yasunori Yamada, mentre il character design è stato sviluppato da Tomomi Shimazaki. Le sigle di apertura e chiusura sono rispettivamente Good Night Mare di Lozareena e Nichijōshiki Broken Down (日常識Broken down?) di Atsushi Abe e Yūichi Nakamura. In tutto il mondo, ad eccezione dell'Asia, gli episodi sono stati trasmessi in streaming in simulcast, anche coi sottotitoli in lingua italiana, da Crunchyroll.

#### Episodi
| Nº | Titolo italiano Giapponese 「Kanji」 - Rōmaji                                                                                                | In onda           | In onda |
| Nº | Titolo italiano Giapponese 「Kanji」 - Rōmaji                                                                                                | Giapponese        |         |
| 1  | Yushi e Villa Kotobuki 「夕士と寿荘」 - Yūshi to Kotobuki-sō                                                                                 | 3 luglio 2017     |         |
| 2  | Gli inquilini della residenza degli yokai 「妖怪アパートの住人たち」 - Yōkai apāto no jūnin-tachi                                            | 10 luglio 2017    |         |
| 3  | Kuri e Shiro 「クリとシロ」 - Kuri to Shiro                                                                                                  | 17 luglio 2017    |         |
| 4  | Da questo lato 「こっち側」 - Kotchi gawa | 24 luglio 2017    |         |
| 5  | Il luogo dove mi sento a casa 「ただいまと言える場所」 - Tadaima to ieru basho                                                               | 31 luglio 2017    |         |
| 6  | Petit Hierozoicon 「プチ・ヒエロゾイコン」 - Puchi Hierozoikon                                                                               | 7 agosto 2017     |         |
| 7  | Sotto con l'addestramento! 「修行中です！」 - Shugyō-chū desu!                                                                               | 14 agosto 2017    |         |
| 8  | Bookmaster 「ブックマスター」 - Bukkumasutā                                                                                                  | 21 agosto 2017    |         |
| 9  | Il nuovo anno scolastico! 「新学期」 - Shin gakki                                                                                            | 28 agosto 2017    |         |
| 10 | Storie di fantasmi a scuola? 「学校の怪談？」 - Gakkō no kaidan?                                                                             | 4 settembre 2017  |         |
| 11 | Il peggiore degli incontri 「最悪の出会い」 - Saiaku no deai                                                                                 | 11 settembre 2017 |         |
| 12 | Vado verso il futuro 「俺は未来へ行く」 - Ore wa mirai e iku                                                                                 | 18 settembre 2017 |         |
| 13 | Metamorfosi 「メタモルフォーゼ」 - Metamorufōze                                                                                              | 25 settembre 2017 |         |
| 14 | A notte fonda nella residenza degli yokai 「妖怪アパートの夜はふけて」 - Yōkai apāto no yoru wa fukete                                       | 2 ottobre 2017    |         |
| 15 | Arriva un nuovo insegnante 「新任教師登場」 - Shinnin kyōshi tōjō                                                                            | 9 ottobre 2017    |         |
| 16 | Guardare la luna il giorno dell'Otsukimi 「十五夜お月様見て跳ねる」 - Jūgoya Otsukisama mite haneru                                          | 16 ottobre 2017   |         |
| 17 | La strada per l'inferno è lastricata di buone intenzioni 「地獄への道は善意で舗装されている」 - Jigoku e no michi wa zen'i de hosō sareteiru | 23 ottobre 2017   |         |
| 18 | Parole che vengono dal profondo del corpo 「身体の底から出る言葉」 - Karada no soko kara deru kotoba                                         | 30 ottobre 2017   |         |
| 19 | Let's Communication 「レッツ・コミュニケーション」 - Rettsu Komyunikēshon                                                                    | 6 novembre 2017   |         |
| 20 | Sotto la carrozza 「メッキの中身」 - Mekki no nakami                                                                                         | 13 novembre 2017  |         |
| 21 | Non è un manga! 「漫画じゃない！」 - Manga ja nai!                                                                                           | 20 novembre 2017  |         |
| 22 | L'accesissima assemblea studentesca! 「燃える生徒総会！」 - Moeru seito sōkai!                                                               | 27 novembre 2017  |         |
| 23 | Il mio lato nascosto ti piace o no? 「別の顔、好き？嫌い？」 - Betsu no kao, suki? Kirai?                                                    | 4 dicembre 2017   |         |
| 24 | La tempesta prima della tempesta 「嵐の前の嵐」 - Arashi no mae no arashi                                                                    | 11 dicembre 2017  |         |
| 25 | La tempesta soffia senza pietà 「大嵐吹き荒れて」 - Ōarashi fukiarete                                                                        | 18 dicembre 2017  |         |
| 26 | La raffinata vita quotidiana alla residenza degli yokai 「妖怪アパートの幽雅な日常」 - Yōkai apāto no yūga na nichijō                        | 25 dicembre 2017  |         |